# Олексин Ярослав Васильович
Ярослав Васильович Олексин (нар. 12 квітня 1957 м. Івано-Франківськ, УРСР) — український історик та педагог, кандидат історичних наук. Відмінник освіти України. Заслужений працівник освіти України. Провідний дослідник церковного та релігійного життя в Західній Україні в другій половині XX-го та XXI століттях.

## Біографія
Народився 12 квітня 1957 року. В 1984 році після закінчення історичного факультету розпочав педагогічну роботу. В 1993 році очолив Ліцей № 5 Івано-Франківська як директор школи. Під час своєї роботи перетворив школу на провідний заклад освіти Івано-Франківської області. Розпочав впровадження європейських стандартів освіти зокрема шляхом поглиблення співпраці з освітніми інституціями Австрії, Німеччини, США та Польщі. У 2003 році нагороджений почесною відзнакою Відмінник освіти України. З 2006 року впровадив в школі курси програми підготовки до екзаменів з німецької мови, внаслідок чого школа№ 5 Івано-Франківська стала лідером України за кількістю дипломів з німецької мови. З 2009 року Заслужений працівник освіти України.
У 2012 році захистив кандидатську дисертацію на тему: Державно-церковні відносини в західному регіоні України 90-х років XX — початку XXI ст.

### Приватне життя
Кандидат в депутати Івано-Франківської міської ради від Блоку Петра Порошенка 2015 р. Проходив стажування під егідою лівого політичного фонду Сороса

## Нагороди
- Відмінник освіти України (2003);
- Грамота Міністерства освіти і науки України (2008);
- Заслужений працівник освіти України (2009);
- Премія імені Богдана Ступарика (2014);
- Знак імені Василя Сухомлинського (2017);
- Медаль За заслуги перед Прикарпаттям (2017);
- Грамоти Івано-Франківської ОДА (2005, 2007, 2012, 2013, 2015);
- Подяки міського голови Івано-Франківська (2006, 2008, 2010, 2011)

## Вибрані праці
- Пріоритетні напрями державної політики у сфері етноконфесійних відносин. Етнос. Культура. Духовність. Чернівці, 2006 р. Матеріали Міжнародно-науково-практичної конференції.

- Національне відродження і релігія: історична роль церкви в українському суспільстві. Питання історії України, Чернівці, 2007 р. Збірник наукових статей, том 10.

- Релігійні організації в незалежній Україні та пріоритети громадянського суспільства. Івано-Франківськ, 2007. Вісник Прикарпатського університету. Випуск XII-ХІІІ Історія

- Історична роль церкви в формуванні етнокультурної ідентичності українського суспільства" Українська державність: історія і сучасність. Збірник матеріалів IV всеукраїнської науково-практичної конференції студентів і молодих науковців 30 листопада 2007 р. Частина 1. Маріуполь, 2007 р.

- Державно-церковні відносини в незалежній Україні: історіографія проблеми. Вісник Прикарпатського університету. Випуск XVI історія Івано-Франківськ, 2009 р. — Державно-церковні відносини в західному регіоні України 90-х років ХХ — початку XXI ст. Івано-Франківськ, 2011 р.[3]